# Franz Singer (Politiker)
Franz Maria Singer (* 8. September 1898 in Seligenstadt; † 22. Juli 1953 in Saarbrücken) war ein deutscher Journalist und Politiker (Zentrum, später CVP).

## Leben und Beruf
Nach dem Besuch der Volksschule und des Progymnasiums in Seligenstadt sowie dem Abitur 1917 am Gymnasium in Bensheim nahm Singer 1917/18 als Soldat am Ersten Weltkrieg teil. Er begann 1919 ein Studium der Zeitungswissenschaft, Geschichte, Volkswirtschaft, Finanzwirtschaft, Handelsrecht und Statistik an den Universitäten in Frankfurt am Main, Freiburg im Breisgau, Halle und Leipzig, das er 1922 mit der Promotion zum Dr. phil. beendete. Von 1923 bis 1925 arbeitete er als Handelsjournalist beim Verlag Messner & Co in Leipzig und von 1925 bis 1935 als Redakteur bei der Saarzeitung (seit 1927: Saarbrücker Landeszeitung) in Saarlouis.
Singer wurde 1935 von den Nationalsozialisten mit einem Berufsverbot belegt. Danach arbeitete er bei der Industrie-Versicherungs-GmbH sowie bei der Versicherungsgesellschaft Iduna-Germania in Saarbrücken. Von 1940 bis 1945 nahm er als Soldat am Zweiten Weltkrieg teil. Zuletzt geriet er US-amerikanische Gefangenschaft, aus der er im Juli 1945 entlassen wurde. Von August 1945 bis September 1946 fungierte er als Verwaltungsdirektor der Stadt Saarbrücken.

## Politik
Singer hatte sich während der Zeit der Weimarer Republik der Zentrumspartei angeschlossen, der er bis 1935 angehörte. Gleichzeitig leitete er den Landesverband des Windthorstbundes im Saargebiet. Von 1927 bis 1935 war er Stadtverordneter der Stadt Saarbrücken.
Nach 1945 beteiligte sich Singer an der Gründung der CVP. Er wurde 1946 in die Saarbrücker Stadtverordnetenversammlung gewählt und war von 1946 bis 1949 ehrenamtlicher Bürgermeister der Stadt. Von 1947 bis zu seinem Tod am 22. Juli 1953 war er Mitglied des Saarländischen Landtages und dort 1951/52 Vorsitzender der CVP-Fraktion. Vom 20. Dezember 1947 bis zum 14. April 1951 amtierte er als Minister für Wirtschaft, Verkehr, Ernährung und Landwirtschaft und vom 23. Dezember 1952 bis zu seinem Tod als Minister für Kultus, Unterricht und Volksbildung in den von Ministerpräsident Johannes Hoffmann geführten Regierungen des Saarlandes. Darüber hinaus war er seit 1950 Delegierter des Saarlandes für die Parlamentarische Versammlung des Europarates, seit 1951 zweiter ehrenamtlicher Beigeordneter der Stadt Saarbrücken und seit 1952 Delegierter des Saarlandes bei der Europäischen Gemeinschaft für Kohle und Stahl (EGKS).